# Tranquilo Cappozzo
Tranquilo Cappozzo Zironda (25. januar 1918 - 14. maj 2003) var en argentinsk roer og olympisk guldvinder.
Capozzo vandt, sammen med Eduardo Guerrero, guld i dobbeltsculler ved OL 1952 i Helsinki. Han deltog også i singlesculler ved OL 1948 i London, hvor han blev slået ud i semifinalen.

## OL-medaljer
- 1952:  Guld i dobbeltsculler